# Епишкин, Михаил Поликарпович
Михаил Поликарпович Епишкин (1926—2006) — генерал-майор Советской Армии, участник Великой Отечественной войны, Герой Советского Союза (1945).

## Биография
Михаил Епишкин родился 10 декабря 1926 года в селе Чихачёвка (ныне — Калининский район Саратовской области). После окончания семилетней школы работал в колхозе. В ноябре 1943 года Епишкин был призван на службу в Рабоче-крестьянскую Красную Армию. С июля 1944 года — на фронтах Великой Отечественной войны. Участвовал в освобождении Прибалтики, боях в Восточной Пруссии. Был автоматчиком 3-го батальона 1-го гвардейского стрелкового полка 2-й гвардейской стрелковой дивизии 2-й гвардейской армии 1-го Прибалтийского фронта. Отличился во время освобождения Литовской ССР.
4 августа 1944 года в районе села Юхнишки, когда немецкие пехотные и танковые подразделения вклинились в советскую оборону, Епишкин, дождавшись, пока танк переедет его окоп, расстрелял двигавшуюся за танком группу пехоты. Когда у Епишкина кончились патроны, он добрался до подбитого бронетранспортёра противника. Найдя внутри гранаты, он забросал атаковавших пехотинцев противника гранатами, уничтожив восемь из них. 22 сентября батальон Епишкина производил разведку боем в районе Кельме. В районе Иозефово Епишкин уничтожил немецкий пулемёт, обстреливавший батальон с фланга. 5 октября на Мемельском направлении Епишкин вместе с товарищами пробрался в тыл немецкой батареи, обстреливавшей советские танки с высоты 111,3, и уничтожил 4 орудия и 2 тягача. Епишкин первым добрался до вершины высоты и водрузил красный флаг на ней.

В батальоне 2-й гвардейской стрелковой дивизии особенно отличился в начале атаки восемнадцатилетний комсомолец Михаил Епишкин. Когда с находящейся на пути атакующих высоты обрушился губительный огонь, Михаил с группой таких же юных бойцов, как и он сам, пробрался к ней с тыла. В короткой схватке смельчаки забросали фашистов гранатами и подняли над высотой красное знамя.....

М. П. Епишкин удостоился за свой подвиг звания Героя Советского Союза.
— Герой Советского Союза  Маршал Советского Союза   Баграмян И.Х.  Так  шли мы к победе. -  М: Воениздат, 1977.- С.447.

Указом Президиума Верховного Совета СССР от 24 марта 1945 года гвардии ефрейтор Михаил Епишкин был удостоен высокого звания Героя Советского Союза с вручением ордена Ленина и медали «Золотая Звезда» за номером 7318.
В 1944 году Епишкин окончил Ленинградское военно-политическое училище, в 1947 году — Владимирское пехотное училище, в 1957 году — Военно-политическую академию. В 1987 году в звании генерал-майора он был уволен в запас. Проживал в Москве, скончался 21 апреля 2006 года, похоронен на Троекуровском кладбище Москвы.
Был также награждён орденами Отечественной войны 1-й степени, Трудового Красного Знамени, «Знак Почёта», «За службу Родине в ВС СССР» 3-й степени, рядом медалей.